# Torre Eurosky
Torre Eurosky (Eurosky Tower) – wieżowiec w Rzymie, najwyższy budynek w mieście i jeden z najwyższych budynków mieszkalnych we Włoszech. Zaprojektowany przez architekta Franco Purini, znajduje się w Torrino, dzielnicy mieszkalnej graniczącej z Esposizione Universale di Roma. Projekt inspirowany jest średniowiecznymi wieżami miasta, takimi jak Torre delle Milizie.

## Opis
Wieżowiec wykonany został z betonu i stali pokrytej granitem. Posiada fasady przedzielone balkonami. Wieża Eurosky jest podzielona na dwie pionowe części, z których każdy jest obsługiwany przez dwa bloki schodów i wind. Inne pomieszczenia gospodarcze znajdują się w górnej części budynku i zwieńczone są dużą konstrukcją podtrzymującą ścianę paneli fotowoltaicznych. Na szczycie dachu powieszona została antena telekomunikacyjna. Wieżowiec ma całkowitą wysokość 120 metrów, 28 pięter oraz 5 pięter „technicznych”. Budynek znajduje się w Europarco Business Park, w IX Ratuszu (dawniej XII), tuż poza granicami administracyjnymi Esposizione Universale di Roma. Projekt konstrukcji jest autorstwa SBG & Partners S.p.a. Rzymu. Obok wieżowca mieszkalnego znajduje się wieżowiec Europarco. Oba wieżowce zostały ukończone w połowie 2012 roku.